# Falsches zipfsches Gesetz
Das falsche zipfsche Gesetz ist eine als Gesetz formulierte Beobachtung zur Sparsamkeit im Gebrauch von Sprache.

## Herkunft
George Kingsley Zipf hat eine Reihe linguistischer Hypothesen als Gesetze formuliert, z. B. zum Zusammenhang zwischen Wortlänge und Worthäufigkeit. Vor diesem Hintergrund wurde ihm gelegentlich eines fälschlich zugeschrieben, weshalb es später als „falsches“ Zipfsches Gesetz bezeichnet wurde, im Gegensatz zum Echten zipfschen Gesetz.
In der Linguistik gibt es eine als Gesetz formulierte Beobachtung zur Sparsamkeit im Gebrauch von Sprache, die teilweise auch als zipfsches Gesetz kursiert. Sie hängt kaum mit dem Original zusammen und war auch wohl nicht von George Kingsley Zipf beabsichtigt. Auch wenn der Urheber nicht auszumachen ist, ist auch dieses zipfsche Gesetz eine wichtige und bedeutende Aussage darüber, wie Sprache entsteht.
Zur Benennung siehe Folk-Theorem.

## Aussage
Dieses falsche zipfsche Gesetz besagt, dass Äußerungen in einer Sprache immer aus einem Kompromiss zwischen zwei entgegengesetzten Tendenzen im Sprecher entstehen:
- einerseits aus dem Wunsch, eine Information möglichst verständlich zu vermitteln, was zu Wiederholung (Redundanz) und Ausführlichkeit führt, und
- andererseits aus Sparsamkeit, dem Bedürfnis, möglichst wenig physische und geistige Energie bei der Sprachproduktion aufzuwenden.

## Bedeutung
Dieses zipfsche Gesetz ist eine Hypothese über die Veränderung von Phonemen innerhalb einer Sprache(n) im Laufe der Zeit (Lautwandel): Durch graduell voranschreitende Anpassungen als Veränderungen bei den gesprochenen Lauten ändert sich ihr Beitrag zur Gesamtinformation, weil sie sich im Zeitablauf dem Lautwert anderer Laute nähern oder sich von ihnen entfernen. Nähert sich ein Laut L1 dem Lautwert des Lauts L2, so wird der Informationswert von L2 immer geringer, was es notwendig macht, auch den Lautwert L2 zu verändern; Annäherung des Lautwerts von L2 an L3 macht Veränderung von L3 notwendig usw. Diese von der Sprechökonomie losgetretene Entwicklung kann in einer durchgreifenden Veränderung vieler Laute im Rahmen eines Dominoeffektes enden und damit sogar Sprachen gleicher Sprachfamilie entfremden (vgl. Deutsch und Niederländisch). Unter der Voraussetzung, dass sich diese Hypothese in der Praxis bewährt, könnte sie manchen wichtigen Beitrag in der Phonetik und allgemein der Sprachwandelforschung leisten.